# Faith and Courage
Faith and Courage è il quinto album in studio della cantante irlandese Sinéad O'Connor, pubblicato il 13 giugno 2000 dalla Atlantic Records.

## Accoglienza
| Recensione           | Giudizio |
| -------------------- | -------- |
| AllMusic             |          |
| Entertainment Weekly | B+       |
| NME                  |          |
| Pitchfork            | 3,8/10   |
| Rolling Stone        |          |

Faith and Courage ha ottenuto recensioni positive da parte dei critici musicali. Su Metacritic, sito che assegna un punteggio normalizzato su 100 in base a critiche selezionate, l'album ha ottenuto un punteggio medio di 64 basato su diciotto recensioni.

## Tracce
1. The Healing Room – 5:35 (Sinéad O'Connor)
2. No Man's Woman – 3:00 (Sinéad O'Connor, Scott Cutler, Anne Preven)
3. Jealous – 4:18 (Sinéad O'Connor, David A. Stewart)
4. Dancing Lessons – 4:17 (Sinéad O'Connor, Wyclef Jean, Jerry Duplessis, Blandinna Melky Jean, Jimmy Cozier)
5. Daddy I'm Fine – 2:58 (Sinéad O'Connor, David A. Stewart)
6. 'Til I Whisper U Something – 6:08 (Sinéad O'Connor, David A. Stewart)
7. Hold Back the Night – 4:11 (Robert Hodgens)
8. What Doesn't Belong to Me – 5:37 (Sinéad O'Connor)
9. The State I'm In – 4:10 (Scott Cutler, Anne Preven)
10. The Lamb's Book of Life – 4:56 (Sinéad O'Connor, Kevin "She'kspere" Briggs)
11. If U Ever – 4:24 (Sinéad O'Connor)
12. Emma's Song – 3:20 (Sinéad O'Connor)
13. Kyrié Eléison – 2:45 (Tradizionale)

## Classifiche
| Classifica (2000) | Posizione massima |
| ----------------- | ----------------- |
| Australia         | 18                |
| Austria           | 21                |
| Belgio (Fiandre)  | 20                |
| Francia           | 27                |
| Germania          | 38                |
| Irlanda           | 8                 |
| Italia            | 25                |
| Norvegia          | 38                |
| Nuova Zelanda     | 33                |
| Paesi Bassi       | 46                |
| Regno Unito       | 61                |
| Stati Uniti       | 55                |
| Svezia            | 59                |
| Svizzera          | 19                |